# Eisenbahnunfall von Chillón

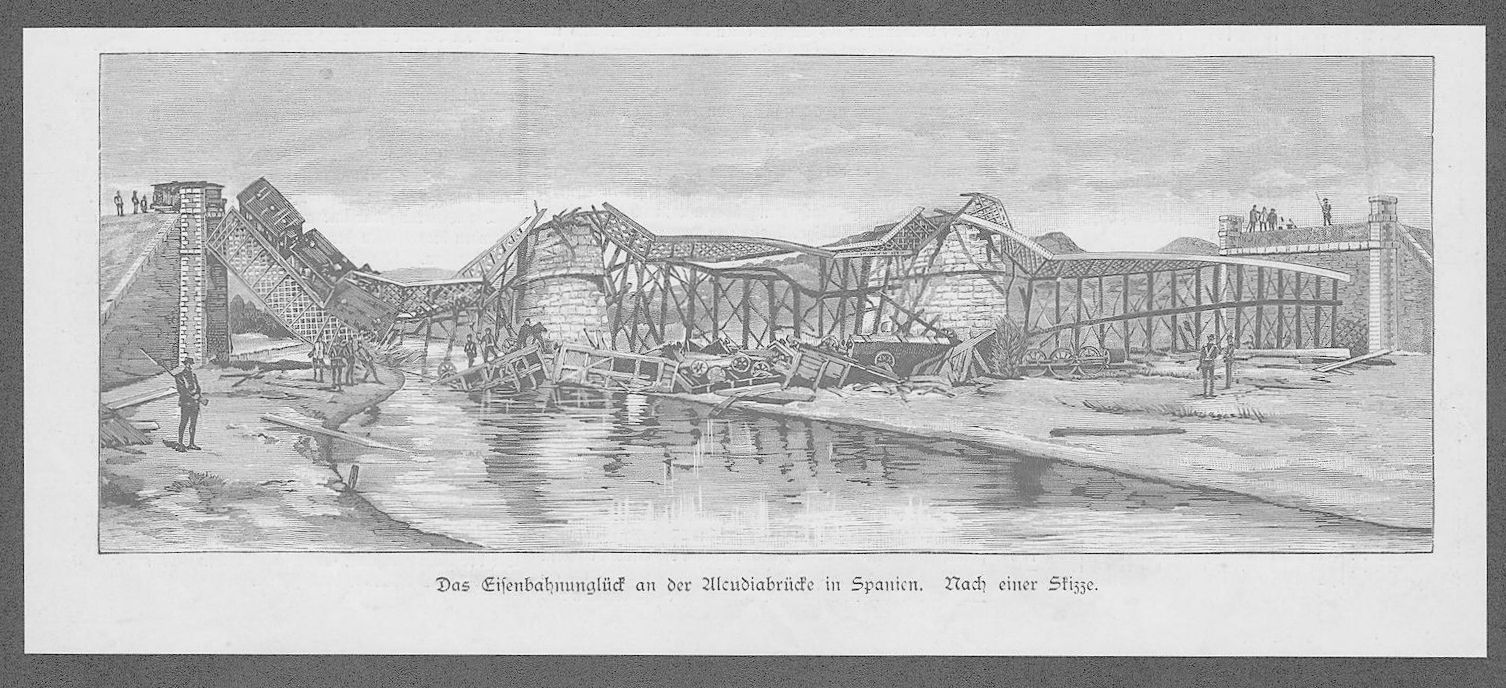
Unfallstelle in einem zeitgenössischen Stich

Der Eisenbahnunfall von Chillón am 27. April 1884 war die Folge eines Anschlags auf eine Eisenbahnbrücke bei Chillón, Provinz Ciudad Real. 59 Menschen kamen beim Absturz eines Zugs ums Leben. Dies war der bis dahin schwerste Eisenbahnunfall in der Geschichte Spaniens.

## Ausgangslage
Ein gemischter Zug der Compañía de los Ferrocarriles de Madrid a Zaragoza y Alicante war auf der Strecke Madrid–Ciudad Real–Badajoz unterwegs. Er transportierte unter anderem Militär.
Die Strecke überquerte zwischen den Orten Chillón und Almadenejos den Fluss Alcudia mit einer Brücke, einer Holz-Stahl-Konstruktion.

## Unfallhergang
Stützen der Brücke wurden angesägt. Ob das durch Anarchisten geschah, oder es sich um einen versuchten Raub von Geld handelte, von dem die Täter vermuteten, dass es im Zug transportiert wurde, blieb ungeklärt. Als der Zug gegen 4 Uhr morgens die Brücke befuhr, erreichte die Lokomotive noch das dritte Brückensegment, bevor die Brücke einbrach. Lokomotive und Tender stürzten in den Fluss und zogen die folgenden Wagen nach: Zwei Wagen 3. Klasse und einige Güterwagen, die Vieh transportierten, versanken sofort im Fluss. Darauf stapelten sich die Trümmer der nachfolgend abstürzenden Wagen, zwei gemischte Wagen 1. und 2. Klasse und drei weitere Wagen 3. Klasse. Nur ein Gepäckwagen blieb im Gleis, weil die Kupplung riss.

## Folgen
59 Menschen kamen bei dem Unfall ums Leben, 54 davon waren Soldaten, 56 weitere Reisende wurden verletzt. In der Nähe der Brücke wurde ein Steinkreuz zum Gedenken an den Unfall errichtet.